# 河长制

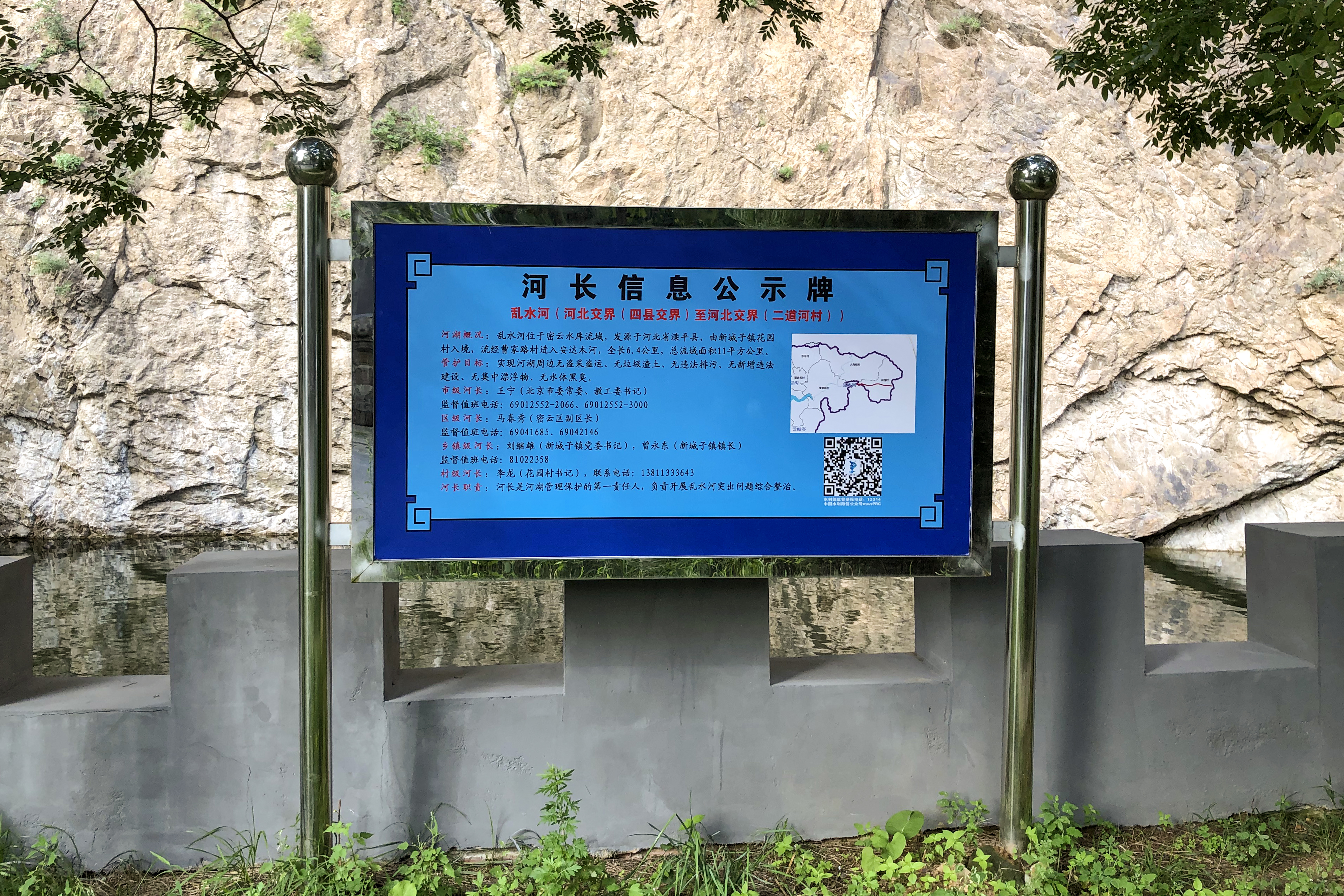
北京市密云区新城子镇花园村内的乱水河河长信息公示牌

河长制，是中华人民共和国自2016年起在河湖管理保护中全面推行的制度，是落实地方党政领导河湖管理保护主体责任的制度创新。

## 背景
2016年12月12日，中华人民共和国水利部副部长周学文在新闻发布会上介绍，中国流域面积50平方公里以上河流共有45203条，常年水面面积1平方公里及以上的天然湖泊共有2865个，很多河湖存在河道干涸、湖泊萎缩、水环境状况恶化之类的问题。河湖管理保护涉及到左右岸、上下游、不同区域和行业，需要地方党委政府履行主体责任，各职能部门形成工作合力。
2017年7月，水利部发展研究中心主任杨得瑞在接受新华网采访时表示，河长制是依据现行法律法规，以问题为导向，落实地方党政领导河湖管理保护主体责任的制度创新。随着经济社会的快速发展，中国河湖管理保护中出现了不少新问题，如河道干涸、湖泊萎缩，水环境状况恶化，河湖功能退化等，对保障水安全构成严峻挑战。为解决上述问题，一些地方创造性地推行“河长制”，形成河湖治理保护的合力，取得显著成效。中央在开展大量调研和反复研究的基础上，最终在全国全面推行河长制。

## 早期实践

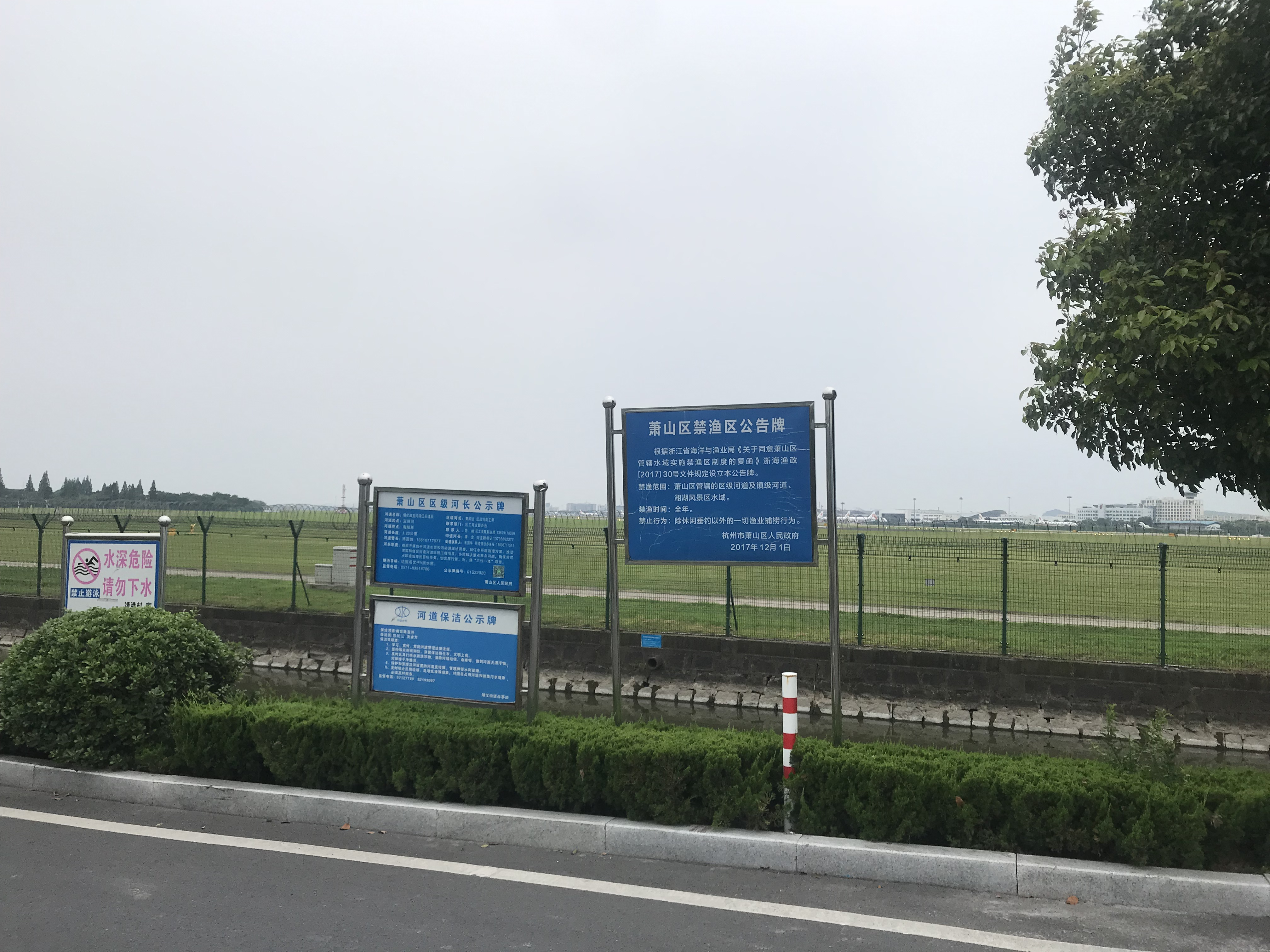
浙江省萧山区靖江街道的河长公示牌

中华人民共和国最早推行“河长制”的是浙江省湖州市长兴县。2003年以前，长兴县河道湖泊受到严重污染，当年10月浙江省启动千村示范、万村整治工程，长兴县建立了河长制。2007年5月，无锡市太湖蓝藻大面积爆发，水源恶化，无锡市民抢购纯净水。与此同时，无锡市的河道长期没有清淤，企业违法向河湖排污，农业面源污染十分严重。2007年8月，无锡市印发《无锡市河（湖、库、荡、氿）断面水质控制目标及考核办法（试行）》，将河（湖、库、荡、氿）断面水质检测结果纳入无锡市各市县区党政主要负责人政绩考核内容，未按期报告或拒报、谎报水质检测结果的，将按照有关规定追责。
2008年，江苏省在太湖流域全面推行“河长制”。2008年6月，包括江苏省人民政府省长罗志军在内的15位省级、厅级干部担任太湖入湖河流“河长”，与河流所在地政府官员形成了“双河长制”，一起负责15条河流的水污染防治工作。
自江苏省之后，北京市、天津市、浙江省、安徽省、福建省、江西省、海南省也相继开始在全境推行“河长制”，另有至少16个省、自治区、直辖市部分实行“河长制”。

## 全国推行
2016年10月11日，中共中央总书记、国家主席、中央军委主席、中央全面深化改革领导小组组长习近平主持召开中央全面深化改革领导小组第28次会议，审议通过了《关于全面推行河长制的意见》。2016年11月28日，《中共中央办公厅 国务院办公厅印发〈关于全面推行河长制的意见〉的通知》（厅字〔2016〕42号）印发了《关于全面推行河长制的意见》，其中提出全面推行河长制的基本原则是“坚持生态优先、绿色发展；坚持党政领导、部门联动；坚持问题导向、因地制宜；坚持强化监督、严格考核”，组织形式是“全面建立省、市、县、乡四级河长体系。各省（自治区、直辖市）设立总河长，由党委或政府主要负责同志担任；各省（自治区、直辖市）行政区域内主要河湖设立河长，由省级负责同志担任；各河湖所在市、县、乡均分级分段设立河长，由同级负责同志担任。县级及以上河长设置相应的河长制办公室，具体组成由各地根据实际确定。”全面推行河长制的主要任务是“加强水资源保护；加强河湖水域岸线管理保护；加强水污染防治；加强水环境治理；加强水生态修复；加强执法监管”。
2016年12月13日，水利部、环境保护部、国家发展和改革委员会、财政部、国土资源部、住房和城乡建设部、交通运输部、农业部、国家卫生和计划生育委员会、国家林业局联合召开贯彻落实《关于全面推行河长制的意见》
视频会议，动员部署全面推行“河长制”工作。
2016年12月10日，水利部、环境保护部关于印发《贯彻落实〈关于全面推行河长制的意见〉实施方案》的函发出。
2017年5月19日，《水利部办公厅关于加强全面推行河长制工作制度建设的通知》发出。2017年6月27日，河长制写入新修改的《中华人民共和国水污染防治法》。
自2017年8月起，水利部建立全国河长制工作月推进会制度。2017年8月25日，水利部召开2017年第一次月推进视频会议，水利部副部长周学文主持并讲话。会后，各省、自治区、直辖市按照会议确定的任务，对照“四个到位”的总体要求，全面加快推进“河长制”工作进度。截至2017年9月第二次全国河长制工作月推进会时，全国95%的市级、89%的县级、81%的乡级工作方案已印发实施，较上个月分别提升8%、7%、14%，14个省份全部出台省、市、县、乡四级工作方案；全国新增省、市、县、乡四级河长约5万名，河长数量已接近25万；全国78%的市、县已设置河长办，较上个月分别增加3%，23个省份市、县级河长办已全部设立；中央要求出台的六项配套制度，已经有10个省份全部出台，另有10个省份出台了5项；全国313名省级河长中已有424人次巡河，其中省级主要领导173人次巡河。
2017年9月25日，水利部召开第二次全国河长制工作月推进会，水利部副部长周学文主持并讲话。2018年6月底，全国31个省、自治区、直辖市全面建立河长制。

## 相关
- 湖长制
- 林长制